# Élections municipales de 1922 à Québec
Les élections municipales de 1922 à Québec se sont déroulées le 20 février 1922.

## Contexte et déroulement
Le dépôt des candidatures se déroule le lundi 13 février à l'hôtel de ville entre midi et 16 h. Des rumeurs circulent à l'effet que l'ancien maire Henri-Edgar Lavigueur poserait sa candidature contre le maire sortant Joseph-Octave Samson. Le journal Le Soleil mentionne : « La foule, très nombreuse, qui s'était massée dans les escaliers et les corridors à l'intérieur de l'hôtel de ville, au point que vers 4 heures, la circulation était devenue presque impossible, fut tenue en haleine presque constamment par des rumeurs de toutes sortes ». Finalement, personne ne lui fait opposition et le maire est réélu par acclamation. De même, 6 échevins sont réélus la même journée, faute d'opposants. 14 candidats sont en lice pour l'un des 6 postes en élection. Le 16 février, le docteur Jean Dussault se retire de la course, permettant à Aimé Lantier d'être élu à son tour par acclamation dans le district Champlain n°2.
Les élections se tiennent le lundi 20 février.
La totalité des résultats sont rendus disponibles le 21 février à 7 h 15 par le greffier Honoré Julien Jean-Baptiste Chouinard.

## Résultats

### Mairie
Le maire Joseph-Octave Samson est réélu sans opposition pour un deuxième mandat.

### Districts électoraux

#### Belvédère[4]
- Sur les 762 personnes appelées à voter, 534 l'ont fait.
- 1 élu sans opposition, 1 au suffrage.

| Candidat                 | Profession   | Voix | Pourcentage |
| ------------------------ | ------------ | ---- | ----------- |
| Elzéar Tremblay          | Constructeur | 295  | 55,2 %      |
| Joseph Mercier (sortant) | Imprimeur    | 239  | 44,8 %      |
| Total                    | Total        | 534  | 100 %       |

| Candidat                       | Profession       | Voix                | Pourcentage |
| ------------------------------ | ---------------- | ------------------- | ----------- |
| Joseph Arthur Lesage (sortant) | Homme d'affaires | Élu par acclamation | - %         |
| Total                          | Total            | -                   | 100 %       |

#### Champlain
- 2 élus sans opposition.

| Candidat                          | Profession | Voix                | Pourcentage |
| --------------------------------- | ---------- | ------------------- | ----------- |
| Joseph Alphonse Collier (sortant) | Comptable  | Élu par acclamation | - %         |
| Total                             | Total      | -                   | 100 %       |

| Candidat               | Profession          | Voix                    | Pourcentage |
| ---------------------- | ------------------- | ----------------------- | ----------- |
| Aimé Lantier (sortant) | Chirurgien-dentiste | Élu par acclamation     | - %         |
| Jean Dussault          | Médecin             | Se retire le 16 février | - %         |
| Total                  | Total               | -                       | 100 %       |

#### Jacques-Cartier[5]
- Sur les 3 634 personnes appelées à voter, 2 615 l'ont fait.
- 2 élus au suffrage.

| Candidat         | Profession | Voix | Pourcentage |
| ---------------- | ---------- | ---- | ----------- |
| J.-M. Dessurault | ?          | 454  | 45,6 %      |
| E.-P. Bérubé     | ?          | 324  | 32,5 %      |
| Édouard.-S. Bois | ?          | 217  | 21,8 %      |
| Total            | Total      | 995  | 100 %       |

| Candidat                    | Profession | Voix | Pourcentage |
| --------------------------- | ---------- | ---- | ----------- |
| Joseph-P. Paradis           | Médecin    | 807  | 49,8 %      |
| Auguste Labrecque (sortant) | ?          | 561  | 34,6 %      |
| Antonio Paradis             | ?          | 252  | 15,5 %      |
| Total                       | Total      | 1620 | 100 %       |

#### Saint-Jean-Baptiste
- 2 élus sans opposition.

| Candidat               | Profession | Voix                | Pourcentage |
| ---------------------- | ---------- | ------------------- | ----------- |
| P.-H. Bédard (sortant) | Médecin    | Élu par acclamation | - %         |
| Total                  | Total      | -                   | 100 %       |

| Candidat                    | Profession | Voix                | Pourcentage |
| --------------------------- | ---------- | ------------------- | ----------- |
| Charles Delagrave (sortant) | Notaire    | Élu par acclamation | - %         |
| Total                       | Total      | -                   | 100 %       |

#### Saint-Roch
- Sur les 1 284 personnes appelées à voter, 843 l'ont fait.
- 1 élu sans opposition, 1 au suffrage.

| Candidat        | Profession | Voix | Pourcentage |
| --------------- | ---------- | ---- | ----------- |
| Joseph Edmond   | Négociant  | 597  | 70,8 %      |
| George Turcotte | ?          | 246  | 29,2 %      |
| Total           | Total      | 843  | 100 %       |

| Candidat                 | Profession | Voix                | Pourcentage |
| ------------------------ | ---------- | ------------------- | ----------- |
| Valmont Martin (sortant) | Médecin    | Élu par acclamation | - %         |
| Total                    | Total      | -                   | 100 %       |

#### Saint-Sauveur
- Sur les 2 170 personnes appelées à voter, 1 425 l'ont fait.
- 1 élu sans opposition, 1 au suffrage.

| Candidat       | Profession | Voix | Pourcentage |
| -------------- | ---------- | ---- | ----------- |
| Arthur Drolet  | Commerçant | 726  | 50,9 %      |
| Joseph Tanguay | ?          | 699  | 49,1 %      |
| Total          | Total      | 1425 | 100 %       |

| Candidat                  | Profession       | Voix                | Pourcentage |
| ------------------------- | ---------------- | ------------------- | ----------- |
| Pierre Bertrand (sortant) | Homme d'affaires | Élu par acclamation | - %         |
| Total                     | Total            | -                   | 100 %       |